# Chinees curlingteam (vrouwen)
Het Chinese curlingteam vertegenwoordigt China in internationale curlingwedstrijden.

## Geschiedenis
China is een jong curlingland. Pas in 2002 maakte het land zijn debuut op het internationale toneel, tijdens het Pacifisch-Aziatisch kampioenschap. China kon geen enkele wedstrijd winnen. Ook in 2003 eindigde het team in de onderste regionen. Hier kwam verandering in vanaf 2004, met de komst van skip Wang Bingyu. Opeens was China uitgegroeid tot een sterke tegenstander. De eerste twee jaar moest het land nog genoegen nemen met de tweede plaats op het Pacifisch-Aziatisch kampioenschap, maar vanaf 2006 werd de ene titel na de andere binnengehaald. In totaal wist China acht edities van het regionale kampioenschap te winnen.
Ook op het wereldkampioenschap viel China reeds in de prijzen. In 2008 werd voor het eerst de finale gehaald, maar deze werd verloren van Canada. Een jaar later was het wel raak. China won de finale van Zweden, en werd zo het eerste Aziatisch land dat wereldkampioen curling werd, zowel bij de mannen als bij de vrouwen. In 2011 werd een derde medaille binnengehaald op het WK; ditmaal eindigde China op de derde plaats. Daarna was het wachten tot 2025 voor een nieuwe medaille, wederom een bronzen exemplaar.
In 2010 debuteerde het Chinese team op de Olympische Winterspelen. Het team rond Wang Bingyu eindigde meteen op de derde plaats, en greep dus bij de eerste deelname meteen een medaille. Vier jaar later eindigde het land op de zevende plek. In 2018 werd de vijfde plek behaald. In 2022 was China gastheer voor de Olympische Winterspelen. Het Chinese curlingteam wist niet te profiteren van het thuisvoordeel en eindigde als zevende.
In 2022 werd het Pacifisch-Aziatisch kampioenschap opgeheven en vervangen door het pan-continentaal kampioenschap. China ontbrak op de eerste editie, maar won een jaar later de B-divisie en promoveerde zo meteen naar de hoogste afdeling. Daarin werd in 2024 brons behaald.

## China op de Olympische Spelen
| \| Jaar \| Plaats \| Skip \| WG \| W \| V \| PV \| PT \| \| ---- \| ------------- \| ------------- \| ------------- \| ------------- \| ------------- \| ------------- \| ------------- \| \| 1998 \| Geen deelname \| Geen deelname \| Geen deelname \| Geen deelname \| Geen deelname \| Geen deelname \| Geen deelname \| \| 2002 \| Geen deelname \| Geen deelname \| Geen deelname \| Geen deelname \| Geen deelname \| Geen deelname \| Geen deelname \| \| 2006 \| Geen deelname \| Geen deelname \| Geen deelname \| Geen deelname \| Geen deelname \| Geen deelname \| Geen deelname \| \| 2010 \| 3 \| Wang Bingyu \| 11 \| 7 \| 4 \| 77 \| 62 \| \| 2014 \| 7 \| Wang Bingyu \| 9 \| 4 \| 5 \| 58 \| 62 \| \| 2018 \| 5 \| Wang Bingyu \| 9 \| 4 \| 5 \| 57 \| 65 \| \| 2022 \| 7 \| Han Yu \| 9 \| 4 \| 5 \| 56 \| 67 \| |               |               |               |               |               |               |               |
| Jaar | Plaats        | Skip          | WG            | W             | V             | PV            | PT            |
| 1998 | Geen deelname | Geen deelname | Geen deelname | Geen deelname | Geen deelname | Geen deelname | Geen deelname |
| 2002 | Geen deelname | Geen deelname | Geen deelname | Geen deelname | Geen deelname | Geen deelname | Geen deelname |
| 2006 | Geen deelname | Geen deelname | Geen deelname | Geen deelname | Geen deelname | Geen deelname | Geen deelname |
| 2010 | 3             | Wang Bingyu   | 11            | 7             | 4             | 77            | 62            |
| 2014 | 7             | Wang Bingyu   | 9             | 4             | 5             | 58            | 62            |
| 2018 | 5             | Wang Bingyu   | 9             | 4             | 5             | 57            | 65            |
| 2022 | 7             | Han Yu        | 9             | 4             | 5             | 56            | 67            |

## China op het wereldkampioenschap
| Jaar | Plaats        | Skip          | WG            | W             | V             | PV            | PT            |
| ---- | ------------- | ------------- | ------------- | ------------- | ------------- | ------------- | ------------- |
| 1979 | Geen deelname | Geen deelname | Geen deelname | Geen deelname | Geen deelname | Geen deelname | Geen deelname |
| 1980 | Geen deelname | Geen deelname | Geen deelname | Geen deelname | Geen deelname | Geen deelname | Geen deelname |
| 1981 | Geen deelname | Geen deelname | Geen deelname | Geen deelname | Geen deelname | Geen deelname | Geen deelname |
| 1982 | Geen deelname | Geen deelname | Geen deelname | Geen deelname | Geen deelname | Geen deelname | Geen deelname |
| 1983 | Geen deelname | Geen deelname | Geen deelname | Geen deelname | Geen deelname | Geen deelname | Geen deelname |
| 1984 | Geen deelname | Geen deelname | Geen deelname | Geen deelname | Geen deelname | Geen deelname | Geen deelname |
| 1985 | Geen deelname | Geen deelname | Geen deelname | Geen deelname | Geen deelname | Geen deelname | Geen deelname |
| 1986 | Geen deelname | Geen deelname | Geen deelname | Geen deelname | Geen deelname | Geen deelname | Geen deelname |
| 1987 | Geen deelname | Geen deelname | Geen deelname | Geen deelname | Geen deelname | Geen deelname | Geen deelname |
| 1988 | Geen deelname | Geen deelname | Geen deelname | Geen deelname | Geen deelname | Geen deelname | Geen deelname |
| 1989 | Geen deelname | Geen deelname | Geen deelname | Geen deelname | Geen deelname | Geen deelname | Geen deelname |
| 1990 | Geen deelname | Geen deelname | Geen deelname | Geen deelname | Geen deelname | Geen deelname | Geen deelname |
| 1991 | Geen deelname | Geen deelname | Geen deelname | Geen deelname | Geen deelname | Geen deelname | Geen deelname |
| 1992 | Geen deelname | Geen deelname | Geen deelname | Geen deelname | Geen deelname | Geen deelname | Geen deelname |
| 1993 | Geen deelname | Geen deelname | Geen deelname | Geen deelname | Geen deelname | Geen deelname | Geen deelname |
| 1994 | Geen deelname | Geen deelname | Geen deelname | Geen deelname | Geen deelname | Geen deelname | Geen deelname |
| 1995 | Geen deelname | Geen deelname | Geen deelname | Geen deelname | Geen deelname | Geen deelname | Geen deelname |
| 1996 | Geen deelname | Geen deelname | Geen deelname | Geen deelname | Geen deelname | Geen deelname | Geen deelname |
| 1997 | Geen deelname | Geen deelname | Geen deelname | Geen deelname | Geen deelname | Geen deelname | Geen deelname |
| 1998 | Geen deelname | Geen deelname | Geen deelname | Geen deelname | Geen deelname | Geen deelname | Geen deelname |
| 1999 | Geen deelname | Geen deelname | Geen deelname | Geen deelname | Geen deelname | Geen deelname | Geen deelname |
| 2000 | Geen deelname | Geen deelname | Geen deelname | Geen deelname | Geen deelname | Geen deelname | Geen deelname |
| 2001 | Geen deelname | Geen deelname | Geen deelname | Geen deelname | Geen deelname | Geen deelname | Geen deelname |

| Jaar | Plaats        | Skip          | WG            | W             | V             | PV            | PT            |
| ---- | ------------- | ------------- | ------------- | ------------- | ------------- | ------------- | ------------- |
| 2002 | Geen deelname | Geen deelname | Geen deelname | Geen deelname | Geen deelname | Geen deelname | Geen deelname |
| 2003 | Geen deelname | Geen deelname | Geen deelname | Geen deelname | Geen deelname | Geen deelname | Geen deelname |
| 2004 | Geen deelname | Geen deelname | Geen deelname | Geen deelname | Geen deelname | Geen deelname | Geen deelname |
| 2005 | 7             | Wang Bingyu   | 11            | 7             | 4             | 63            | 74            |
| 2006 | 5             | Wang Bingyu   | 11            | 6             | 5             | 71            | 58            |
| 2007 | 7             | Wang Bingyu   | 11            | 5             | 6             | 62            | 63            |
| 2008 | 2             | Wang Bingyu   | 13            | 10            | 3             | 103           | 79            |
| 2009 | 1             | Wang Bingyu   | 13            | 12            | 1             | 95            | 62            |
| 2010 | 7             | Wang Bingyu   | 11            | 6             | 5             | 78            | 80            |
| 2011 | 3             | Wang Bingyu   | 14            | 9             | 5             | 108           | 75            |
| 2012 | 11            | Wang Bingyu   | 11            | 3             | 8             | 68            | 73            |
| 2013 | 9             | Wang Bingyu   | 11            | 4             | 7             | 63            | 74            |
| 2014 | 7             | Liu Sijia     | 11            | 6             | 5             | 70            | 74            |
| 2015 | 5             | Liu Sijia     | 12            | 7             | 5             | 74            | 77            |
| 2016 | Geen deelname | Geen deelname | Geen deelname | Geen deelname | Geen deelname | Geen deelname | Geen deelname |
| 2017 | 11            | Wang Bingyu   | 12            | 2             | 9             | 61            | 85            |
| 2018 | 6             | Jiang Yilun   | 12            | 6             | 6             | 76            | 93            |
| 2019 | 6             | Mei Jie       | 13            | 7             | 6             | 101           | 85            |
| 2021 | 6             | Han Yu        | 13            | 6             | 7             | 68            | 79            |
| 2022 | Geen deelname | Geen deelname | Geen deelname | Geen deelname | Geen deelname | Geen deelname | Geen deelname |
| 2023 | Geen deelname | Geen deelname | Geen deelname | Geen deelname | Geen deelname | Geen deelname | Geen deelname |
| 2024 | Geen deelname | Geen deelname | Geen deelname | Geen deelname | Geen deelname | Geen deelname | Geen deelname |
| 2025 | 3             | Wang Rui      | 15            | 9             | 6             | 100           | 86            |

## China op het Pacifisch-Aziatisch kampioenschap
| Jaar | Plaats        | Skip           | WG            | W             | V             | PV            | PT            |
| ---- | ------------- | -------------- | ------------- | ------------- | ------------- | ------------- | ------------- |
| 1991 | Geen deelname | Geen deelname  | Geen deelname | Geen deelname | Geen deelname | Geen deelname | Geen deelname |
| 1993 | Geen deelname | Geen deelname  | Geen deelname | Geen deelname | Geen deelname | Geen deelname | Geen deelname |
| 1994 | Geen deelname | Geen deelname  | Geen deelname | Geen deelname | Geen deelname | Geen deelname | Geen deelname |
| 1995 | Geen deelname | Geen deelname  | Geen deelname | Geen deelname | Geen deelname | Geen deelname | Geen deelname |
| 1996 | Geen deelname | Geen deelname  | Geen deelname | Geen deelname | Geen deelname | Geen deelname | Geen deelname |
| 1997 | Geen deelname | Geen deelname  | Geen deelname | Geen deelname | Geen deelname | Geen deelname | Geen deelname |
| 1998 | Geen deelname | Geen deelname  | Geen deelname | Geen deelname | Geen deelname | Geen deelname | Geen deelname |
| 1999 | Geen deelname | Geen deelname  | Geen deelname | Geen deelname | Geen deelname | Geen deelname | Geen deelname |
| 2000 | Geen deelname | Geen deelname  | Geen deelname | Geen deelname | Geen deelname | Geen deelname | Geen deelname |
| 2001 | Geen deelname | Geen deelname  | Geen deelname | Geen deelname | Geen deelname | Geen deelname | Geen deelname |
| 2002 | 5             | Yue Qingshuang | 8             | 0             | 8             | 36            | 73            |
| 2003 | 5             | Song Kelu      | 7             | 2             | 5             | 45            | 75            |
| 2004 | 2             | Wang Bingyu    | 8             | 6             | 2             | 66            | 47            |
| 2005 | 2             | Wang Bingyu    | 9             | 6             | 3             | 76            | 47            |
| 2006 | 1             | Wang Bingyu    | 7             | 6             | 1             | 54            | 35            |

| Jaar | Plaats        | Skip          | WG            | W             | V             | PV            | PT            |
| ---- | ------------- | ------------- | ------------- | ------------- | ------------- | ------------- | ------------- |
| 2007 | 1             | Wang Bingyu   | 8             | 7             | 1             | 77            | 33            |
| 2008 | 1             | Wang Bingyu   | 9             | 8             | 1             | 73            | 44            |
| 2009 | 1             | Wang Bingyu   | 11            | 9             | 2             | 98            | 44            |
| 2010 | 2             | Wang Bingyu   | 10            | 9             | 1             | 83            | 44            |
| 2011 | 1             | Wang Bingyu   | 8             | 7             | 1             | 68            | 35            |
| 2012 | 1             | Wang Bingyu   | 12            | 11            | 1             | 109           | 45            |
| 2013 | 2             | Wang Bingyu   | 10            | 8             | 2             | 88            | 48            |
| 2014 | 1             | Liu Sijia     | 11            | 8             | 3             | 76            | 59            |
| 2015 | 3             | Liu Sijia     | 10            | 7             | 3             | 88            | 37            |
| 2016 | 2             | Wang Bingyu   | 9             | 7             | 2             | 99            | 24            |
| 2017 | 3             | Jiang Yilun   | 12            | 9             | 3             | 93            | 56            |
| 2018 | 3             | Jiang Yilun   | 8             | 6             | 2             | 83            | 27            |
| 2019 | 1             | Han Yu        | 9             | 8             | 1             | 100           | 28            |
| 2021 | Geen deelname | Geen deelname | Geen deelname | Geen deelname | Geen deelname | Geen deelname | Geen deelname |

## China op het pan-continentaal kampioenschap
| \| Jaar \| Plaats \| Skip \| WG \| W \| V \| PV \| PT \| \| ---- \| ------------- \| ------------- \| ------------- \| ------------- \| ------------- \| ------------- \| ------------- \| \| 2022 \| Geen deelname \| Geen deelname \| Geen deelname \| Geen deelname \| Geen deelname \| Geen deelname \| Geen deelname \| \| 2023 \| 9 \| Han Yu \| 6 \| 6 \| 0 \| 78 \| 9 \| \| 2024 \| 3 \| Wang Rui \| 9 \| 5 \| 4 \| 71 \| 42 \| |               |               |               |               |               |               |               |
| Jaar | Plaats        | Skip          | WG            | W             | V             | PV            | PT            |
| 2022 | Geen deelname | Geen deelname | Geen deelname | Geen deelname | Geen deelname | Geen deelname | Geen deelname |
| 2023 | 9             | Han Yu        | 6             | 6             | 0             | 78            | 9             |
| 2024 | 3             | Wang Rui      | 9             | 5             | 4             | 71            | 42            |

Andorra · Australië · België · Brazilië · Bulgarije · Canada · China · Chinees Taipei · Denemarken · Duitsland · Engeland · Estland · Filipijnen · Finland · Frankrijk · Groot-Brittannië · Hongarije · Hongkong · Ierland · Italië · Jamaica · Japan · Kazachstan · Kenia · Kroatië · Letland · Litouwen · Luxemburg · Mexico · Nederland · Nieuw-Zeeland · Nigeria · Noorwegen · Oekraïne · Oostenrijk · Polen · Portugal · Qatar · Roemenië · Rusland · Schotland · Servië · Slovenië · Slowakije · Spanje · Thailand · Tsjechië · Tsjecho-Slowakije · Turkije · Verenigde Staten · Wales · Wit-Rusland · Zuid-Korea · Zweden · Zwitserland